# Grégory Malicki
Grégory Malicki (Thiais, 23 november 1973) is een Franse voetbaldoelman die sinds 2010 voor de Franse tweedeklasser SCO Angers uitkomt. Voordien speelde hij onder andere voor Stade Rennes, LB Châteauroux en Lille OSC.